# I. Péter moldvai fejedelem
I. Péter, más néven Petru Mușat (? – 1391 decembere), Costea Mușat fia, Moldva fejedelme volt 1375 és 1391 között.

## Uralkodása
Uralkodása alatt jó kapcsolatokat ápolt a szomszéd országokkal, különösen Lengyelországgal. Katolikus fejedelem volt, s 1387. szeptember 27-én hűbéresi esküt tett II. Ulászló lengyel királynak – a magyar hatalom kivédésére. Uralkodására hatással volt rokona, I. Mircea havasalföldi fejedelem kapcsolata a lengyelekkel. Felesége II. Ulászló nővére volt.
1388-ban I. Péter kiterjesztette hatalmát Pokuttya tartományra (ma Ukrajna része) és megalapította a neamți erődöt. Udvarát Szeretből Szucsávába helyezte át.
Péter nevéhez fűződik a moldvai Ortodox Egyház megalapítása is.

## Fordítás
Ez a szócikk részben vagy egészben a Petru I al Moldovei című román Wikipédia-szócikk ezen változatának fordításán alapul.  Az eredeti cikk szerkesztőit annak laptörténete sorolja fel. Ez a jelzés csupán a megfogalmazás eredetét és a szerzői jogokat jelzi, nem szolgál a cikkben szereplő információk forrásmegjelöléseként.

## Külső hivatkozások
- A Mușat-család (angolul)
- Musat Péter